# Rafael Romo
Rafael Enrique Romo Pérez est un footballeur international vénézuélien, né à Turén (Portuguesa) le 25 février 1990. Il évolue au poste de gardien de but.

## Biographie
Il est considéré un des principaux acteurs de la qualification du Venezuela à sa première Coupe du monde, la Coupe du monde de football des moins de 20 ans 2009 grâce à un arrêt de pénalty à la 94e minute du dernier match de la phase de groupes du championnat des moins de 20 ans de la CONMEBOL 2009.

## Statistiques

### En sélection nationale
| Saison                | Sélection             | Phases finales        | Phases finales | Phases finales | Éliminatoires CDM | Éliminatoires CDM | Matchs amicaux | Matchs amicaux | Total | Total |
| Saison                | Sélection             | Compétition           | M              | B              | M                 | B                 | M              | B              | M     | B     |
| --------------------- | --------------------- | --------------------- | -------------- | -------------- | ----------------- | ----------------- | -------------- | -------------- | ----- | ----- |
| 2007-2008             | Venezuela             | -                     | -              | -              | -                 | -                 | 0              | 0              | 0     | 0     |
| 2008-2009             | Venezuela             | -                     | -              | -              | 1                 | 0                 | 4              | 0              | 5     | 0     |
| 2009-2010             | Venezuela             |                       | -              | -              | 0                 | 0                 | 0              | 0              | 0     | 0     |
| 2011-2012             | Venezuela             | -                     | -              | -              | 0                 | 0                 | 3              | 0              | 3     | 0     |
| 2012-2013             | Venezuela             | -                     | -              | -              | 0                 | 0                 | 0              | 0              | 0     | 0     |
| 2013-2014             | Venezuela             | -                     | -              | -              | 0                 | 0                 | -              | -              | 0     | 0     |
| 2014-2015             | Venezuela             | Copa América 2015     | -              | -              | -                 | -                 | 0              | 0              | 0     | 0     |
| 2018-2019             | Venezuela             | Copa América 2019     | 0              | 0              | -                 | -                 | 3              | 0              | 3     | 0     |
| 2019-2020             | Venezuela             | -                     | -              | -              | -                 | -                 | 1              | 0              | 1     | 0     |
| 2020-2021             | Venezuela             | Copa América 2021     | -              | -              | 0                 | 0                 | -              | -              | 0     | 0     |
| 2021-2022             | Venezuela             | -                     | -              | -              | 1                 | 0                 | -              | -              | 1     | 0     |
| 2022-2023             | Venezuela             | -                     | -              | -              | -                 | -                 | 1              | 0              | 1     | 0     |
| 2023-2024             | Venezuela             | Copa América 2024     | 4              | 0              | 6                 | 0                 | 1              | 0              | 11    | 0     |
| 2024-2025             | Venezuela             | -                     | -              | -              | 1                 | 0                 | -              | -              | 1     | 0     |
| Total sur la carrière | Total sur la carrière | Total sur la carrière | 4              | 0              | 9                 | 0                 | 13             | 0              | 26    | 0     |